# Danza vertical
Danza vertical es una modalidad de la danza aérea en la que la coreografía se representa empleando la fachada de un edificio o la pared del escenario, estando los artistas colgados de unas cuerdas.
En estos espectáculos se mezcla la danza contemporánea y la escalada, siendo frecuente el uso de la tecnología multimedia, ya sea proyectando vídeos o imágenes sobre la superficie vertical.
La ilusión que se crea durante la representación es que la pared se trata como si fuese el suelo, y los artistas son "atraídos" por la pared en una relación inversamente proporcional a la longitud de la cuerda; es decir, cuantos más metros tenga la cuerda menos "pesa" el bailarín en dirección a la pared. Aumentar la longitud de la cuerda permite más tiempo para realizar las acrobacias en el aire.